# 도모로기촌
도모로기촌(일본어: 友呂岐村)은 일본 오사카부 기타카와치군에 있던 촌이다. 현재 네야가와시 북부에 해당한다.

## 역사
- 1889년 4월 1일 - 정촌제 시행에 의해 맛타군 도모로기촌이 성립하였다.
- 1896년 4월 1일 - 군 통합에 의해 기타카와치군이 성립하였다.
- 1943년 4월 1일 - 구카쇼정, 도요노촌, 네갸가와촌과 합병해 네야가와정이 성립하여, 동일 도모로기촌은 폐지되었다.

## 교통

### 철도
- 게이한 전기철도
  - 게이한 본선

### 도로
- 교 가도

## 참고문헌
- 가도카와 일본 지명 대사전 27 大阪府